# Bitti
Bitti (sardisk: Bìtzi) er en by og en kommune (comune) i provinsen Nuoro i regionen Sardinien i Italien. Byen ligger i 549 meters højde og har 2.845 indbyggere (2016). Kommunen har et areal på 215,37 km² og grænser til kommunerne Alà dei Sardi, Buddusò, Lodè, Lula, Nule, Onanì, Orune, Osidda og Padru.